# Ločilo, Podklošter
Ločilo (nemško Hart) je naselje v Občini Podklošter v Okraju Beljak-dežela na Koroškem v Avstriji.